# Pieski (Lubusz)
Pour les articles homonymes, voir Pieski.
Pieski (prononciation : [ˈpjɛski]) est un village polonais de la gmina de Międzyrzecz dans le powiat de Międzyrzecz de la voïvodie de Lubusz dans l'ouest de la Pologne.
Il se situe à l'ouest de Międzyrzecz (siège de la gmina et de le powiat) et 17 kilomètres au nord de Zielona Góra (siège de la diétine régionale).
Le village comptait approximativement une population de 245 habitants en 2008.

## Histoire
Avant 1945, ce village était sur le territoire de l'Empire allemand dans le Royaume de Prusse dans la province de Brandebourg. (voir Évolution territoriale de la Pologne)
De 1975 à 1998, le village appartenait administrativement à la voïvodie de Zielona Góra.

Depuis 1999, il appartient administrativement à la voïvodie de Lubusz